# Соціалістічеський (Орічівський район)
Соціалісті́чеський (рос. Социалистический) — станційне селище у складі Орічівського району Кіровської області, Росія. Входить до складу Спас-Талицького сільського поселення.
Населення становить 3 особи (2010, 1 у 2002).
Національний склад станом на 2002 рік — росіяни 100 %.